# Jumpei Iida
Jumpei Iida (japanisch 飯田 淳平 Iida Jumpei bzw. alternativ romanisiert Junpei; * 14. August 1981 in Odawara, Kanagawa) ist ein japanischer Fußballschiedsrichter. Seit 2011 steht er als dieser auf der FIFA-Schiedsrichterliste.

## Karriere

### Klubmannschaften
Ab mindestens August 2007 leitete er Spiele in der heimischen J2 League. Zur Spielzeit 2009 kam er dann anschließend auch in der J1 League zum Einsatz. Ab 2013 bekam er dann auch auf internationaler Ebene erste Einsätze, sowohl im AFC Cup als auch fast zeitgleich in der AFC Champions League. Auch der Super Cup 2016 zwischen Sanfrecce Hiroshima und Gamba Osaka fand auch unter seiner Leitung statt.
Nebst dem gastierte er im Herbst 2012 auch in England, wo er nebst einer Partie im FA Cup, auch zwei Partien der Premier League 2 leitete. Zudem wurde ihm am 27. März 2018 noch die Leitung des Finales im Chinese FA Cup 2018 zu teil. Weitere Gastspiele im internationalen Bereich für ihn waren dann noch im November 2018 ein Spiel der australischen A-League sowie eines der Chinese Super League.

### Nationalmannschaften
Nach seiner Aufnahme auf die FIFA-Liste, war sein erster Einsatz bei einem internationalen Turnier zwischen A-Nationalmannschaften, ein Spiel der Qualifikationsphase zur Ostasienmeisterschaft 2013. Auch bei der Ostasienmeisterschaft 2015, hatte er dann wieder Einsätze. Später leitete er bei der Südostasienmeisterschaft 2016 dann zudem noch das Finale zwischen Indonesien und Thailand. Anschließend leitete er bei der U-23-Asienmeisterschaft 2018 noch ein Gruppenspiel. Bei der Südostasienmeisterschaft 2022, durfte er dann auch wieder das Finale leiten. Im Mai 2023 folgten dann noch Einsätze in der Gruppenphase beim Fußballturnier der Südostasienspiele 2023.
Erstmals Spiel der Asienmeisterschaft leitete er in der Ausgabe 2024, wo er das Gruppenspiel zwischen Kirgisistan und Saudi-Arabien leitete.